# 北部航空方面隊
北部航空方面隊（ほくぶこうくうほうめんたい、英称：Northern Air Defense Force、略称：NADF）は、航空自衛隊の航空方面隊の一つ。青森県三沢市の三沢基地に司令部を置く。主たる任務は北海道・北東北地域の防空。

## 概要
航空自衛隊に4個ある航空方面隊の一つであり、航空総隊の指揮を受ける。2個航空団を主力とし、戦闘機4個飛行隊のほか、9個警戒隊（固定レーダーサイト）、1個高射群などで構成されている。防衛担当区域は北海道・北東北地域であり、ロシアと接している。そのため、冷戦時代にはソビエト連邦の航空機に対する要撃任務が頻発した。1976年にはベレンコ中尉亡命事件が発生し、ソビエト連邦に対する高度な警戒態勢をとった。1983年9月1日の大韓航空機撃墜事件に際しては、傘下のレーダーサイトが関係航空機の監視を行なっていた。

## 沿革
- 1957年（昭和32年）
  - 7月15日：三沢基地に「臨時北部航空司令部訓練隊」が編成。
  - 9月2日：第2航空団が浜松基地より千歳基地へ移駐完了。
- 1958年（昭和33年）8月1日：臨時北部航空司令部訓練隊を「北部航空方面隊」司令部に改編。部隊主力は第2航空団。
- 1961年（昭和36年）
  - 2月1日：北部航空施設隊新編。
  - 7月15日：北部航空警戒管制団を改編・設置。
- 1970年（昭和45年）6月30日：第3高射群新編。
- 1976年（昭和51年）
  - 9月6日：ベレンコ中尉亡命事件（MiG-25戦闘機を用いた亡命事件）が発生。
  - 10月1日：北部航空音楽隊新編。
- 1978年（昭和53年）3月31日：小牧基地より第3航空団が三沢基地へ移駐、北部航空方面隊に編入。
- 1979年（昭和54年）3月31日：第6高射群新編。
- 1999年（平成11年）3月29日：司令部組織の改編（副司令官職を新設。監理部と人事部を廃止、統合し総務部に改編）。
- 2021年（令和03年）9月7日：司令部が新庁舎への移転を完了し、庁舎落成式を挙行[1]。
- 2023年（令和05年）3月16日：第3高射群・第6高射群を廃止・統合し、北部高射群を編成[2]。
- 2024年（令和06年）3月21日：司令部装備部を4課から3課に改組（計画課、整備課、補給課、施設課から装備課、輸送補給課、施設課）[3]。

## 部隊編成
- 北部航空方面隊司令部 -（三沢基地）
- 第2航空団 -（千歳基地）
- 第3航空団 -（三沢基地）
- 北部航空警戒管制団 - （三沢基地）
- 北部高射群 -（三沢基地）
- 北部航空施設隊 -（三沢基地）
- 北部航空音楽隊 -（三沢基地）

### 司令部編成
- 総務部
  - 総務課
  - 人事課
  - 会計課
  - 厚生課
  - 援護業務課

- 防衛部
  - 防衛課
  - 運用課
  - 通信電子課
  - 調査課

- 装備部
  - 装備課
  - 輸送補給課
  - 施設課

- 監理監察官

- 法務官

- 医務官

## 主要幹部
| 官職名               | 階級    | 氏名       | 補職発令日     | 前職                                                 |
| -------------------- | ------- | ---------- | -------------- | ---------------------------------------------------- |
| 北部航空方面隊司令官 | 空将    | 船倉慶太   | 2025年08月01日 | 航空自衛隊幹部学校長                                 |
| 副司令官             | 空将補  | 石引大吾   | 2023年12月22日 | 第6航空団司令 兼 小松基地司令                        |
| 幕僚長               | 1等空佐 | 伊豆原隆志 | 2024年12月20日 | 中部航空方面隊司令部幕僚長                           |
| 総務部長             | 1等空佐 | 武田恭一   | 2024年03月18日 | 自衛隊静岡地方協力本部長                             |
| 防衛部長             | 1等空佐 | 三宅英明   | 2024年03月14日 | 第8航空団飛行群司令                                  |
| 装備部長             | 1等空佐 | 江口尊俊   | 2025年07月31日 | 第7航空団整備補給群司令                              |
| 監理監察官           | 1等空佐 | 壁島栄一   | 2022年03月18日 | 中部航空方面隊司令部監理監察官                       |
| 法務官               | 2等空佐 | 小林康臣   | 2020年08月01日 | 航空幕僚監部首席法務官付法務官                       |
| 医務官               | 1等空佐 | 辻 基      | 2024年08月01日 | 西部航空方面隊司令部医務官 兼 西部航空警戒管制団勤務 |

| 代                         | 氏名                       | 在職期間                                                 | 出身校・期                 | 前職                                                        | 後職                                 |
| 臨時北部航空司令部訓練隊長 | 臨時北部航空司令部訓練隊長 | 臨時北部航空司令部訓練隊長                               | 臨時北部航空司令部訓練隊長 | 臨時北部航空司令部訓練隊長                                  | 臨時北部航空司令部訓練隊長           |
| -------------------------- | -------------------------- | -------------------------------------------------------- | -------------------------- | ----------------------------------------------------------- | ------------------------------------ |
| 01                         | 島田航一 （空将補）        | 1957年07月15日 - 1958年05月22日                          | 海兵55期・ 海大38期        | 統合幕僚会議事務局第2班長                                   | 航空幕僚監部防衛部長                 |
| 02                         | 松前未曾雄                 | 1958年05月23日 - 1958年07月31日                          | 陸士38期・ 陸大49期        | 航空幕僚監部防衛部長                                        | 北部航空方面隊司令                   |
| 北部航空方面隊司令         |                            |                                                          |                            |                                                             |                                      |
| 01                         | 松前未曾雄                 | 1958年08月01日 - 1959年07月17日                          | 陸士38期・ 陸大49期        | 臨時北部航空司令部訓練隊長                                  | 航空総隊司令                         |
| 02                         | 大谷三雄                   | 1959年07月18日 - 1960年07月31日 ※1959年12月01日 空将昇任 | 海機36期・ 海大機関学生    | 西部航空司令所司令                                          | 資材統制隊司令                       |
| 03                         | 頼冨美夫 （空将補）        | 1960年08月01日 - 1961年06月11日                          | 陸士43期・ 陸大52期        | 統合幕僚会議事務局第3幕僚室長 →1960年3月16日 航空幕僚監部付 | 北部航空方面隊司令官                 |
| 北部航空方面隊司令官       |                            |                                                          |                            |                                                             |                                      |
| 01                         | 頼冨美夫 （空将補）        | 1961年06月12日 - 1961年07月24日                          | 陸士43期・ 陸大52期        | 北部航空方面隊司令                                          | 飛行教育集団司令官                   |
| 02                         | 水町勝城                   | 1961年07月25日 - 1963年07月31日                          | 陸士41期・ 陸大49期        | 防衛研修所副所長                                            | 航空幕僚監部付 →1963年12月31日 退職  |
| 03                         | 新郷英城                   | 1963年08月01日 - 1965年07月15日 ※1964年01月01日 空将昇任 | 海兵59期                   | 航空幕僚監部監察官                                          | 航空自衛隊幹部学校長                 |
| 04                         | 大室孟                     | 1965年07月16日 - 1966年06月30日                          | 陸士45期                   | 航空幕僚監部人事教育部長                                    | 航空幕僚副長                         |
| 05                         | 根來卓美                   | 1966年07月01日 - 1968年02月15日                          | 陸士47期・ 陸大57期        | 第4航空団司令 兼 松島基地司令                               | 航空自衛隊幹部学校長                 |
| 06                         | 宇都宮道生                 | 1968年02月16日 - 1969年02月16日 ※1969年01月01日 空将昇任 | 海兵63期                   | 第1航空団司令 兼 浜松北基地司令                             | 飛行教育集団司令官                   |
| 07                         | 上田泰弘                   | 1969年02月17日 - 1970年06月30日                          | 陸士49期・ 陸大58期        | 航空幕僚監部人事教育部長                                    | 航空幕僚副長                         |
| 08                         | 植村英一                   | 1970年07月01日 - 1971年06月30日                          | 陸士50期・ 陸大59期        | 航空幕僚監部防衛部長                                        | 飛行教育集団司令官                   |
| 09                         | 鏑木健夫                   | 1971年07月01日 - 1972年06月30日                          | 陸士51期                   | 航空総隊司令部幕僚長                                        | 航空総隊司令官                       |
| 10                         | 鈴木瞭五郎                 | 1972年07月01日 - 1973年06月30日                          | 海兵68期                   | 航空幕僚監部監察官                                          | 航空幕僚副長                         |
| 11                         | 平野晃                     | 1973年07月01日 - 1974年06月30日                          | 海兵69期                   | 中部航空方面隊司令部幕僚長                                  | 航空幕僚副長                         |
| 12                         | 桑原泰郎                   | 1974年07月01日 - 1975年06月30日                          | 陸士54期                   | 航空自衛隊幹部学校副校長                                    | 退職                                 |
| 13                         | 竹田五郎                   | 1975年07月01日 - 1976年11月30日                          | 陸航士55期                 | 南西航空混成団司令                                          | 航空総隊司令官                       |
| 14                         | 松村正二                   | 1976年12月01日 - 1978年06月30日                          | 海兵71期                   | 保安管制気象団司令                                          | 飛行教育集団司令官                   |
| 15                         | 川越重比古                 | 1978年07月01日 - 1979年06月30日                          | 海兵72期                   | 航空幕僚監部監察官                                          | 飛行教育集団司令官                   |
| 16                         | 神吉彌彦                   | 1979年07月01日 - 1980年06月30日                          | 海兵73期                   | 飛行教育集団司令部幕僚長                                    | 退職                                 |
| 17                         | 森繁弘                     | 1980年07月01日 - 1982年06月30日                          | 陸航士60期                 | 航空総隊司令部幕僚長                                        | 航空幕僚副長                         |
| 18                         | 稲葉由郎                   | 1982年07月01日 - 1983年08月01日                          | 陸航士60期                 | 航空幕僚監部監察官                                          | 退職                                 |
| 19                         | 木暮丞一                   | 1983年08月01日 - 1984年12月16日                          | 横浜専門・ 5期幹候（陸）   | 航空総隊司令部幕僚長                                        | 統合幕僚会議事務局長                 |
| 20                         | 米川忠吉                   | 1984年12月17日 - 1986年06月16日                          | 青山学院大学・ 5期幹候     | 航空幕僚監部監察官                                          | 飛行教育集団司令官                   |
| 21                         | 鈴木昭雄                   | 1986年06月17日 - 1987年12月10日                          | 防大1期                    | 航空幕僚監部防衛部長                                        | 航空幕僚副長                         |
| 22                         | 長谷川孝一                 | 1987年12月11日 - 1990年03月15日                          | 防大2期                    | 航空幕僚監部監察官                                          | 統合幕僚学校長                       |
| 23                         | 杉山蕃                     | 1990年03月16日 - 1992年03月15日                          | 防大4期                    | 航空総隊司令部幕僚長                                        | 航空幕僚副長                         |
| 24                         | 朝倉範夫                   | 1992年03月16日 - 1994年06月30日                          | 防大5期                    | 統合幕僚会議事務局第3幕僚室長                               | 航空支援集団司令官                   |
| 25                         | 武田清                     | 1994年07月01日 - 1995年06月29日                          | 防大8期                    | 航空幕僚監部人事教育部長                                    | 航空支援集団司令官                   |
| 26                         | 竹河内捷次                 | 1995年06月30日 - 1997年03月25日                          | 防大9期                    | 航空幕僚監部防衛部長                                        | 航空支援集団司令官                   |
| 27                         | 細稔                       | 1997年03月26日 - 1998年06月30日                          | 防大9期                    | 飛行開発実験団司令                                          | 退職                                 |
| 28                         | 岩﨑克彦                   | 1998年07月01日 - 1999年12月09日                          | 防大11期                   | 統合幕僚会議事務局第3幕僚室長                               | 航空支援集団司令官                   |
| 29                         | 津曲義光                   | 1999年12月10日 - 2001年03月26日                          | 防大13期                   | 航空幕僚監部装備部長                                        | 航空支援集団司令官                   |
| 30                         | 香川清治                   | 2001年03月27日 - 2003年03月26日                          | 防大14期                   | 統合幕僚会議事務局第3幕僚室長                               | 航空支援集団司令官                   |
| 31                         | 新野修                     | 2003年03月27日 - 2006年03月26日                          | 防大16期                   | 航空幕僚監部防衛部長                                        | 航空教育集団司令官                   |
| 32                         | 菊川忠継                   | 2006年03月27日 - 2007年03月27日                          | 防大18期                   | 航空総隊司令部幕僚長                                        | 航空幕僚副長                         |
| 33                         | 入澤滋                     | 2007年03月28日 - 2009年03月23日                          | 防大18期                   | 第8航空団司令 兼 築城基地司令                               | 退職                                 |
| 34                         | 彌田清                     | 2009年03月24日 - 2010年07月25日                          | 防大21期                   | 航空幕僚監部監理監察官                                      | 航空自衛隊幹部学校長 兼 目黒基地司令 |
| 35                         | 齊藤治和                   | 2010年07月26日 - 2011年06月30日                          | 防大22期                   | 統合幕僚監部運用部長                                        | 航空総隊副司令官                     |
| 36                         | 重久修                     | 2011年07月01日 - 2012年07月25日                          | 防大22期                   | 航空総隊司令部幕僚長                                        | 退職                                 |
| 37                         | 若林秀男                   | 2012年07月26日 - 2013年08月21日                          | 防大23期                   | 航空救難団司令                                              | 退職                                 |
| 38                         | 森本哲生                   | 2013年08月22日 - 2014年08月04日                          | 防大25期                   | 航空開発実験集団司令官                                      | 航空幕僚副長                         |
| 39                         | 尾上定正                   | 2014年08月05日 - 2016年06月30日                          | 防大26期                   | 航空自衛隊幹部学校長 兼 目黒基地司令                        | 航空自衛隊補給本部長                 |
| 40                         | 城殿保                     | 2016年07月01日 - 2018年12月19日                          | 防大29期                   | 航空幕僚監部人事教育部長                                    | 航空教育集団司令官                   |
| 41                         | 森川龍介                   | 2018年12月20日 - 2019年12月19日                          | 防大31期                   | 航空教育集団司令部幕僚長                                    | 航空開発実験集団司令官               |
| 42                         | 深澤英一郎                 | 2019年12月20日 - 2021年09月29日                          | 防大30期                   | 航空幕僚監部監理監察官                                      | 退職                                 |
| 43                         | 安藤忠司                   | 2021年09月30日 - 2023年12月21日                          | 防大33期                   | 内閣官房国家安全保障局内閣審議官 （内閣事務官 兼 空将補）   | 航空教育集団司令官                   |
| 44                         | 亀岡弘                     | 2023年12月22日 - 2025年07月31日                          | 防大35期                   | 航空救難団司令                                              | 航空総隊副司令官                     |
| 45                         | 船倉慶太                   | 2025年08月01日 -                                         | 和歌山大学・ 81期幹候      | 航空自衛隊幹部学校長                                        |                                      |